# Цибань Микола Григорович
Микола Григорович Цибань (19 грудня 1915, місто Миколаїв — 21 квітня 1987, місто Миколаїв) — український радянський діяч, директор Південного турбінного заводу (наукового виробничого об'єднання «Зоря») у місті Миколаєві. Герой Соціалістичної Праці (25.07.1966). Кандидат у члени ЦК КПУ (1966—1971). Член ЦК КПУ (1971—1981).

## Біографія
Народився в родині робітника. Закінчив семирічну залізничну школу. У 1930—1936 роках — учень школи фабрично-заводського учнівства при Миколаївському суднобудівному заводі імені Марті, слюсар-монтажник заводу.
У 1936—1952 роках — слюсар-монтажник, відповідальний здавальник підводних човнів, начальник цеху суднобудівного заводу у місті Комсомольську-на-Амурі на Далекому Сході.
Член ВКП(б) з 1942 року.
У 1951 році без відриву від виробництва закінчив суднобудівний технікум у місті Комсомольську-на-Амурі.
У 1952—1955 роках — заступник головного інженера з підводного суднобудування, головний будівельник підводних човнів Чорноморського суднобудівного заводу у місті Миколаєві.
У 1955—1958 роках навчався у Миколаївському кораблебудівному інституті.
У 1959—1963 роках — головний конструктор Чорноморського суднобудівного заводу у місті Миколаєві.
У 1963—1978 роках — директор Південного турбінного заводу п/с 53 (наукового виробничого об'єднання «Зоря») у місті Миколаєві.
Потім — на пенсії у місті Миколаєві.

## Нагороди
- Герой Соціалістичної Праці (25.07.1966)
- орден Леніна (25.07.1966)
- орден Жовтневої Революції (26.04.1971)
- три ордени Трудового Червоного Прапора (9.10.1952; 28.04.1963; 25.03.1974)
- два ордени Червоної Зірки (10.04.1945,)
- медаль «За трудову доблесть» (2.10.1950)
- медалі
- Почесна грамота Президії Верховної Ради Української РСР (.12.1965)
- лауреат Державної премії СРСР в галузі науки і техніки (1975)
- почесний громадянин міста Миколаєва (4.10.1982)